# 4967 Glia
4967 Glia este un asteroid din centura principală, descoperit pe 11 februarie 1983 de Norman Thomas.